# U6-Donaukanalbrücke
Die U6-Donaukanalbrücke überquert den Donaukanal in Wien und verbindet die Bezirke Döbling und Brigittenau. Sie dient lediglich dem U-Bahn-Verkehr.

## Lage
In ihrer Nähe befinden sich die Müllverbrennungsanlage Spittelau, das ehemalige Gebäude der Wirtschaftsuniversität Wien, das Verkehrsamt, das Technologische Gewerbemuseum und das Brigittenauer Bad.

## Geschichte

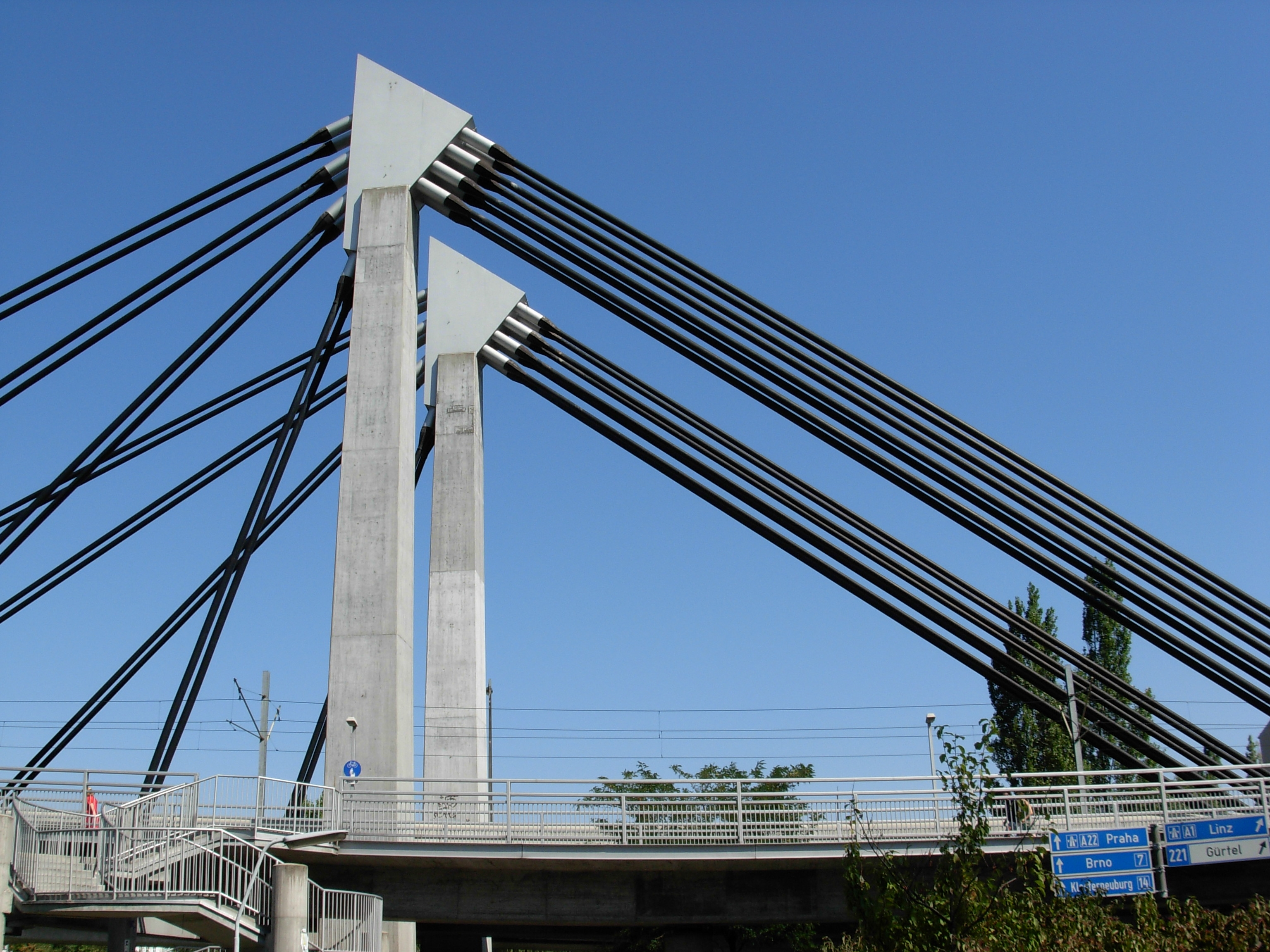
U6-Donaukanalbrücke

Die Spittelauer Brücke Fuß- und Radweg (Objektnummer 0905 3), die U6-Donaukanalbrücke und die Spittelauer Brücke B 227 (Objektnummer 0905 1) benutzen weitgehend das gleiche Tragwerk, trotzdem werden sie von der MA 29 als drei unterschiedliche Brücken genannt. 
Die Brücke wurde in den Jahren 1992 bis 1995 durch eine ARGE, bestehend aus Beton- und Monierbau GmbH, Hofman & Maculan, Ilbau A.G., Negrelli und Strabag A.G, errichtet. Ab der neu erbauten Station Spittelau, für deren Errichtung der Verbindungsbogen zwischen Gürtellinie und Donaukanallinie unterbrochen wurde, überquert die U6 auf ihrem Weg nach Floridsdorf den Donaukanal auf einer 126 Meter langen Spannbetonbrücke, auf deren seitlich auskragenden Trägern auch die beiden Spittelauer Brücken mitgetragen werden. Als Gegengewicht für die Abspannung der Tragseile dient das schwergewichtige Tunnelportal der U6.